# Daru Co
Daru Co (kinesiska: Daru Cuo, 达如错) är en sjö i Kina. Den ligger i den autonoma regionen Tibet, i den sydvästra delen av landet, omkring 230 kilometer norr om regionhuvudstaden Lhasa. Daru Co ligger 4 683 meter över havet. Arean är 59 kvadratkilometer. Den sträcker sig 19,8 kilometer i nord-sydlig riktning, och 7,5 kilometer i öst-västlig riktning.